# Debrah Scarlett
Debrah Scarlett, pseudonimo di Joanna Deborah Bussinger (Basilea, 20 luglio 1993), è una cantante svizzera naturalizzata norvegese.

## Biografia
Debrah Scarlett è nata in Svizzera ma da bambina ha vissuto in un villaggio dell'Akershus, in Norvegia.
Nel 2013 ha partecipato all'edizione norvegese del talent-show televisivo The Voice.
Ha partecipato come rappresentante della Norvegia all'Eurovision Song Contest 2015 tenutosi a Vienna in coppia con Mørland. Il duo, che ha presentato in gara il brano A Monster like Me, si è classificato all'ottavo posto.

## Discografia

### EP
- 2017 - DYS(U)TOPIA

### Singoli
- 2015 - A Monster like Me (con Mørland)
- 2016 - To Figure
- 2017 - Cynical Youth